# کیست بیکر

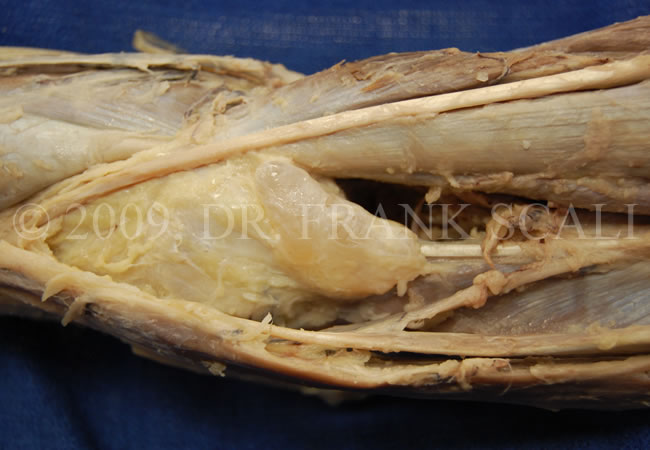

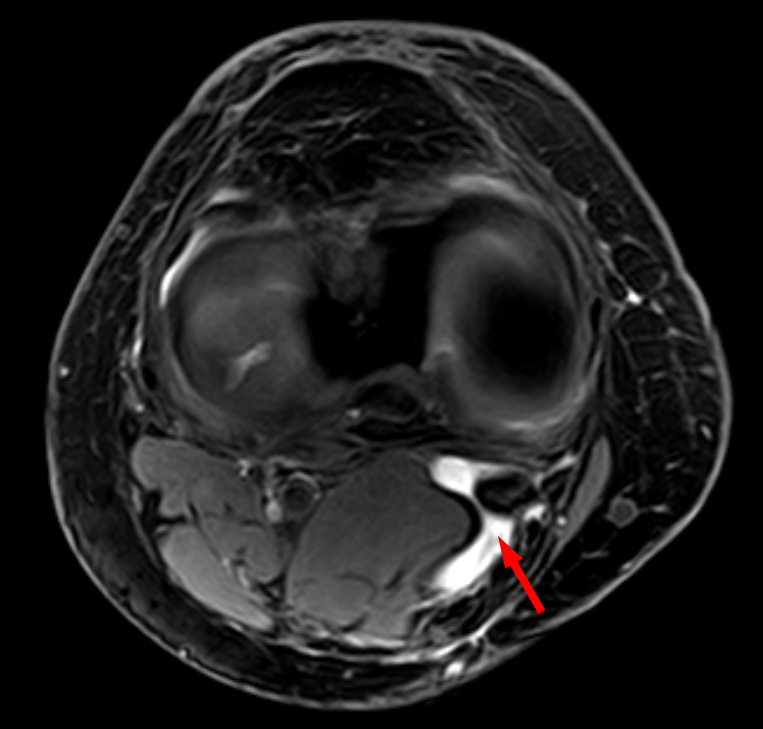

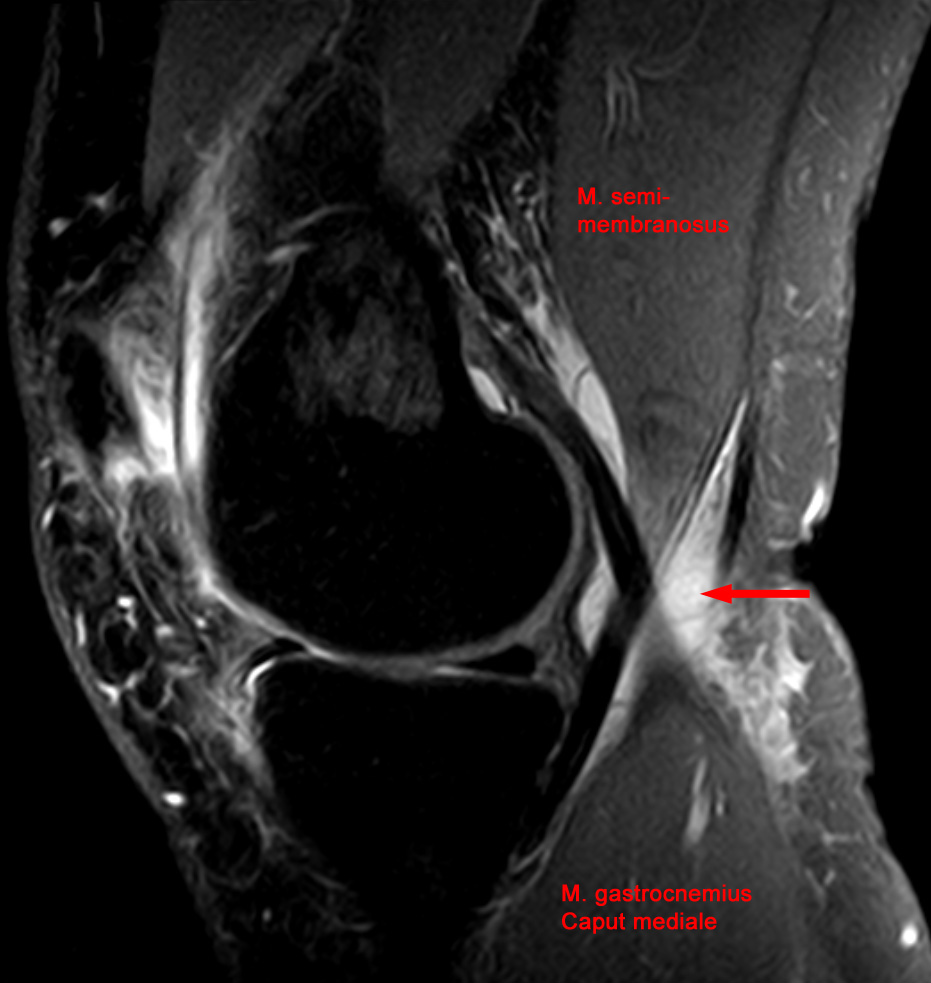
کیست بیکر روی ام آر آی.

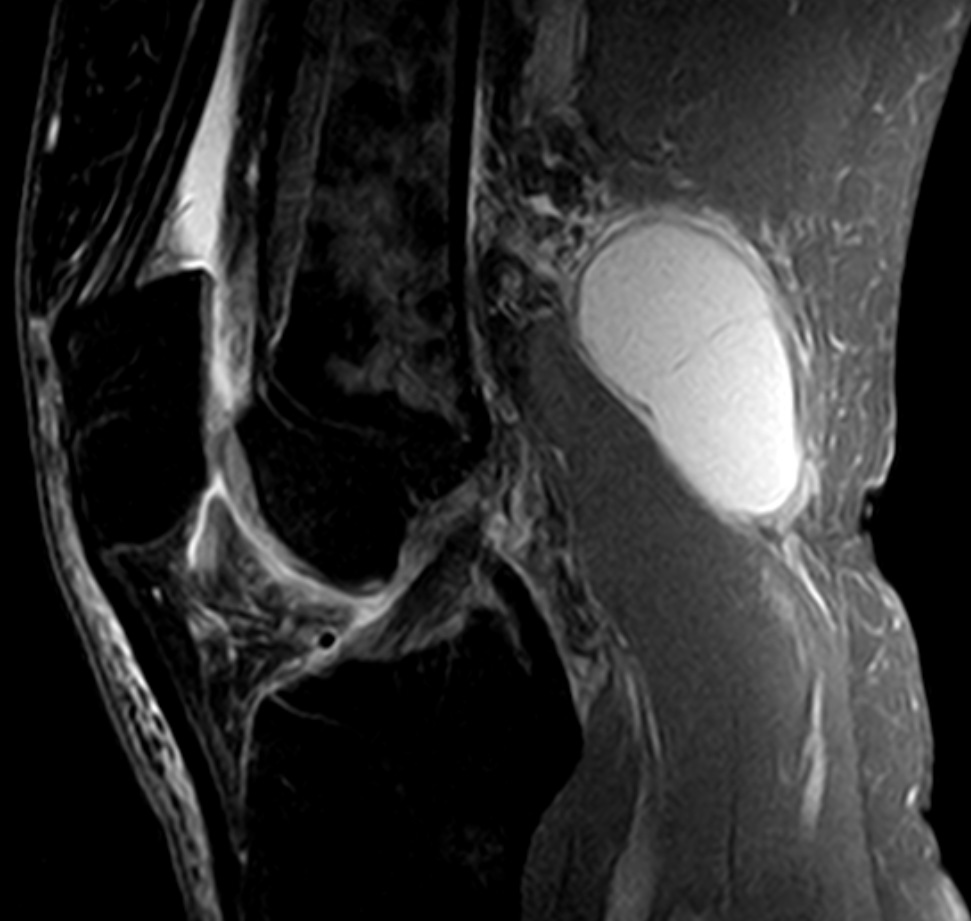
کیست بیکر روی ام آر آی.

کیست بیکر (به انگلیسی: Baker's cyst) بیرون زدگی غشاء سینوویال در زانو است. بدین معنا که غشای سینوویال به سمت عقب و همچنین پایین زانو امتداد می‌یابد. چنین وضعیتی در عقب مفصل زانو منجربه افزایش مایع در غشای فتق یافته می‌گردد. گاهی این حالت به علت افزایش مایع در بورس عقب زانو ایجاد می‌شود. کیست با اندازه‌های مختلف در قسمت پشتی داخلی (خلفی داخلی) زانو دیده می‌شود که به خصوص در حالت ایستاده آشکارتر است.
بیرون زدگی (فتق) اولیه نیست و معمولاً در ارتباط با بیماری‌هایی چون آرتروز و آرتریت روماتویید است. بیماران درد چندانی ندارند و گاهی گزارشی از درد خود را مطرح می‌کنند.

## علایم و نشانه‌ها
علایم و نشانه‌های کیست بیکر شامل:
- برجستگی غیرطبیعی در پشت زانو
- معمولاً کیست‌ها دردناک نیستند ولی گروهی از بیماران از درد پشت زانو شکایت دارند.
- واضح تر بودن برجستگی پشت زانو در حالت ایستاده با زانوهای صاف

## درمان
در بیشتر موارد به درمان بیماری اولیه توجه می‌شود و کاری به خود کیست ندارند. در کودکان نیز به صورت خودبه خودی درمان می‌گردد.
به‌طور کلی درمان کیست بیکر شامل موارد ذیل است:
- استراحت
- بالا نگه داشتن اندام تحتانی
- کنترل فعالیت‌های روزمره. پرهیز از فعالیت‌هایی چون چهار زانو و دو زانو نشستن و پرهیز از اعمال جهشی، دویدن و بلند کردن اجسام سنگین.
- برخی از متخصصین تخلیه مایع داخل کیست را به همراه تزریق استات هیدروکورتیزون پیشنهاد می‌کنند.
- ممکن است جراحی انجام شود که بیشتر در موارد زیر مطرح است:
- کیست بیکر در بچه‌ها نیاز به درمان ندارد و با رشد بچه خودبخود خوب می‌شود بجز این ۳ حالت که نیازمند مداخلهٔ پزشکی است:

1. کیست خیلی دردناک باشد
2. کیست خیلی بزرگ باشد
3. در مواردی که کیست بیکر به هیچ‌کدام از درمان‌های فوق پاسخ نداده باشد

- در صورت پارگی کیست درمان شامل موارد ذیل است:[۲]

1. استراحت
2. بالا نگه داشتن اندام
3. تزریق کورتیکواسترویید در مفصل زانو